# Louis Ball
 (décembre 2014).
Si vous disposez d'ouvrages ou d'articles de référence ou si vous connaissez des sites web de qualité traitant du thème abordé ici, merci de compléter l'article en donnant les références utiles à sa vérifiabilité et en les liant à la section « Notes et références ».
Louis Ball, né le 18 février 1912 dans le 8e arrondissement de Paris et mort le 7 mai 2003 à Hardinghen, est un sculpteur français.

## Biographie
Louis Ball est né en 1912 dans une famille d'artistes. Son père Henry Ball est dentelier à Calais, sa mère Adrienne Ball-Demont est peintre. Ses grands parents Adrien Demont et Virginie Demont-Breton sont des peintres reconnus. Jules Breton, son arrière-grand-père maternel en substituant la description du monde rural à la thématique mythologique et historique en vogue a profondément marqué la peinture de son époque et Albert-Ernest Carrier-Belleuse, arrière-grand-père paternel est un sculpteur officiel du Second Empire. Son grand-père paternel, Benjamin Ball, est médecin neurologue. 
Très influencé par la thématique académique développée dans sa famille, Louis Ball s'inscrit à l'École des beaux-arts de Paris dans l'atelier de Paul Landowski.
Il réalise de nombreuses commandes d'art sacré, certaines monumentales : vierges, calvaire, chemin de croix, ainsi qu'un art animalier décoratif destiné à l'édition en céramique et en bronze. En 1937, il réalise quatre des douze statues de la voussure inférieure du portail Sud de la cathédrale Notre-Dame-de-la-Treille à Lille.
En 1954, il est nommé professeur à l’École des beaux-arts d'Avignon où il enseigne la sculpture, le dessin et l'anatomie jusqu'à sa retraite en 1977.
À Avignon il réalise trois œuvres dans l'espace public : le buste de Paul Pamard, ancien maire d'Avignon rue de la République, en 1960, le Monument à Jean Althen en 1988, un bronze de 3 mètres, au Jardin des Doms ; une vierge dans l'une des nombreuses niches des vieilles rues de la ville.

## Collections publiques
- Avignon, jardin des Doms : Monument à Jean Althen (1988)[5]
- Avignon, rue de la République : Buste de Paul Pamard